# Wielka Synagoga w Sydney
Wielka Synagoga w Sydney – największa synagoga znajdująca się w Sydney w Australii, przy Elizabeth Street.
Synagoga została zbudowana w latach 1874–1878 według projektu australijskiego architekta Thomasa Rowe'go. W architekturze łączy w sobie elementy neogotyku i stylu bizantyjskiego.